# Noe Itō
Noe Itō (japonès: 伊藤 野枝, Itō Noe; Imajuku, districte d'Itoshima, avui dins de Nishi-ku, a la ciutat de Fukuoka, prefectura de Fukuoka, 21 de gener de 1895-Tòquio, 16 de setembre de 1923) fou una escriptora, feminista i anarquista japonesa morta durant l'incident d'Amakasu, juntament amb la seva parella Sakae Ōsugi i el seu nebot de sis anys, Munekazu Tachibana.

## Educació i primers anys de vida
Itō va nàixer a l'illa japonesa de Kyūshū, prop de Fukuoka, el 21 de gener de 1895. Als 14 anys, va començar a treballar a l'oficina de correus, i l'any següent es va traslladar a Tòquio per estudiar a l'Institut Femení de Ueno.
A l'estiu del seu cinquè any a Ueno, sota la tutela del seu oncle, va contreure un matrimoni de conveniència amb un home anomenat Fukutaro. Va acceptar casar-se perquè Fukutaro acabava de tornar dels Estats Units, país on ella volia anar. Va confiar a la seva germana que abandonaria el seu marit una vegada fossin als Estats Units. Això mai va passar, doncs van romandre al Japó, i la seva insatisfacció es va aprofundir quan el seu marit no va finançar els seus estudis, com s'havia acordat per al matrimoni.

## Activisme polític
El març de 1912 Ito es va graduar a l'institut. El 1915 es va unir a la societat Seitō (青鞜社, traducció de l'anglès Bluestocking o dona de la intel·lectualitat britànica), que publicava la revista d'art i cultura feminista Seitō (青鞜), i va treballar allà fins a 1916. En el seu últim any, al lloc d'editora en cap, va introduir temes de debat i rellevància social com l'avortament, la prostitució i la maternitat.
 També va escriure assajos de crítica social i novel·les. A més va traduir obres d'Emma Goldman (The Tragedy of Woman's Emancipation, etc.).
Després de la graduació, l'amistat que unia l'alumna amb el professor va acabar convertint-se en un romanç, del qual sortirien dos fills, Makoto (nascut el 20 de gener de 1914) i Ryūji (nascut el 10 d'agost de 1915). Van contraure matrimoni a 1915. La seva relació va durar aproximadament quatre anys abans que ella s'enamorés de Sakae Ōsugi. A 1916 començaria la seva relació i marxaria a viure amb ell, on continuaria la seva lluita com a líder del grup feminista.

## Mort
Enmig del caos que va seguir al Gran terratrèmol de Kantō el 16 de setembre de 1923, segons l'escriptora i activista Harumi Setouchi, Itō, Ōsugi, i el seu nebot de sis anys van ser arrestats, apallissats fins a la mort i llançats a un pou abandonat per un esquadró de policia militar liderat pel tinent Masahiko Amakasu. D'acord amb la informació de l'especialista en literatura Patricia Morley, Itō i Ōsugi van ser escanyats a les seves cel·les. Noe Itō tenia només 28 anys.
L'assassinat d'uns líders anarquistes de semblant renom i d'un nen petit va passar a ser conegut com l'Incident d'Amakasu, i va horroritzar i va sorprendre tot Japó. El director Kijū Yoshida basaria la seva pel·lícula Eros + Massacre (에로스+虐殺) de 1969 en Sakae Ōsugi i els fets ocorreguts el 16 de setembre de 1923.